# Seidenroth
Seidenroth ist neben Bellings, Hintersteinau, Marborn, Marjoß, Neustall, Sarrod, Rabenstein (Steinau), Rebsdorf, Uerzell (mit der Siedlung Klesberg) und Ulmbach (Steinau an der Straße), einer der Stadtteile von Steinau an der Straße im osthessischen Main-Kinzig-Kreis.

## Geografie

### Geografische Lage
Seidenroth liegt im Norden des Main-Kinzig-Kreises, etwa 2,5 km südlich des Ortszentrums von Steinau auf einer Höhe von ca. 350 Metern über NHN, an der Landesstraße 3179 (Spessart-Höhenstraße).

### Nachbargemeinden
Seidenroth wird größtenteils vom Hauptort Steinau umgeben. Es grenzt im Südwesten an Alsberg, einem Ortsteil der Stadt Bad Soden-Salmünster und im Westen an den gemeindefreien Gutsbezirk Spessart.
| Marborn             | Steinau                                     | Bellings |
| Gutsbezirk Spessart | Kompassrose, die auf Nachbargemeinden zeigt |          |
| Alsberg             | Mernes                                      | Marjoß   |

## Geschichte
Historische Namensformen
In erhaltenen Urkunden wurde Seidenroth unter den folgenden Namen erwähnt (in Klammern das Jahr der Erwähnung): Zeimrodo (1144). Sybotenrode (1340), Sibitrode (1342), Syppenrode, Sypenrode (1443), Siffridt Rod (1444) und Seittenrode (1548).
Alle diese Namensformen enthalten die Silbe „rod“, als Hinweis auf den Ursprung des Ortes als eine Rodungsinsel im Spessart.

### Mittelalter
Die älteste bekannte schriftliche Erwähnung von Seidenroth erfolgte unter dem Namen Zeimrodo im Jahr 1144.
Das Kloster Schlüchtern vergab damals einen Gutshof im Dorf. Seidenroth gehörte zum Amt Steinau der Herrschaft und späteren Grafschaft Hanau; ab 1458 war es die Grafschaft Hanau-Münzenberg.
Von der im 14. Jahrhundert am westlichen Rand von Seidenroth erbauten Burg sind heute keine Reste mehr sichtbar. Noch 1443 wird ein Burgwall erwähnt. Am Dorf führte eine Landwehr vorbei, die von der Bellinger Warte zur Seidenröther Warte und darüber hinaus verlief.

### Neuzeit
Die Grafschaft Hanau-Münzenberg schloss sich in der Reformation zunächst der lutherischen Konfession an, ab 1597 war sie reformiert. Nach dem Tod des letzten Hanauer Grafen, Johann Reinhard III. (1736), ging die Grafschaft Hanau-Münzenberg an die Landgrafschaft Hessen-Kassel über. Aus der Landgrafschaft wurde 1803 das Kurfürstentum Hessen. Während der napoleonischen Zeit stand das Amt Steinau – und damit auch Seidenroth – ab 1806 unter französischer Militärverwaltung, gehörte 1807–1810 zum Fürstentum Hanau und dann von 1810 bis 1813 zum Großherzogtum Frankfurt, Departement Hanau. Anschließend fiel es wieder an das Kurfürstentum Hessen zurück. Nach der Verwaltungsreform des Kurfürstentums Hessen von 1821, im Rahmen derer Kurhessen in vier Provinzen und 22 Kreise eingeteilt wurde, gehörte Seidenroth zum Landkreis Schlüchtern. 1866 wurde das Kurfürstentum nach dem Preußisch-Österreichischen Krieg von Preußen annektiert und nach dem Zweiten Weltkrieg kam das Dorf zum neu formierten Land Hessen.
Hessische Gebietsreform (1970–1977)
Die bis dahin selbstständige Gemeinde Seidenroth wurde im Vorfeld der Hessischen Gebietsreform zum 1. Dezember 1969 ein Stadtteil der Stadt Steinau, heute „Steinau an der Straße“.
Für den Stadtteil Seidenroth wurde, wie für die übrigen Stadtteile von Steinau, ein Ortsbezirk eingerichtet.

### Verwaltungsgeschichte im Überblick
Die folgende Liste zeigt die Staaten und Verwaltungseinheiten, denen Seidenroth angehört(e):
- 1376: Heiliges Römisches Reich, Amt Steinau
- ab 1458: Heiliges Römisches Reich, Grafschaft Hanau-Münzenberg, Amt Steinau
- ab 1642: Heiliges Römisches Reich, Grafschaft Hanau-Lichtenberg, Amt Steinau
- ab 1736: Heiliges Römisches Reich, Landgrafschaft Hessen-Kassel, Amt Steinau
- ab 1803: Heiliges Römisches Reich, Landgrafschaft Hessen-Kassel, Fürstentum Hanau,[Anm. 2] Amt Steinau
- 1806–1810: Kaiserreich Frankreich,[Anm. 3] Fürstentum Hanau, Amt Steinau (Militärverwaltung)
- 1810–1813: Großherzogtum Frankfurt, Departement Hanau, Distrikt Steinau
- ab 1816: Kurfürstentum Hessen,[Anm. 4] Fürstentum Hanau, Amt Steinau[7]
- ab 1821/22: Kurfürstentum Hessen, Provinz Hanau, Kreis Schlüchtern[8][Anm. 5]
- ab 1848: Kurfürstentum Hessen, Bezirk Hanau
- ab 1851: Kurfürstentum Hessen, Provinz Hanau, Kreis Schlüchtern
- ab 1867: Königreich Preußen,[Anm. 6] Provinz Hessen-Nassau, Regierungsbezirk Kassel, Kreis Schlüchtern
- ab 1871: Deutsches Reich, Königreich Preußen, Provinz Hessen-Nassau, Regierungsbezirk Kassel, Kreis Schlüchtern
- ab 1918: Deutsches Reich, Freistaat Preußen, Provinz Hessen-Nassau, Regierungsbezirk Kassel, Kreis Schlüchtern
- ab 1944: Deutsches Reich, Freistaat Preußen, Provinz Nassau, Landkreis Schlüchtern
- ab 1945: Deutsches Reich, Amerikanische Besatzungszone,[Anm. 7] Groß-Hessen, Regierungsbezirk Wiesbaden, Landkreis Schlüchtern
- ab 1946: Deutsches Reich, Amerikanische Besatzungszone, Hessen, Regierungsbezirk Wiesbaden, Landkreis Schlüchtern
- ab 1949: Bundesrepublik Deutschland, Hessen, Regierungsbezirk Wiesbaden, Landkreis Schlüchtern
- ab 1968: Bundesrepublik Deutschland, Hessen, Regierungsbezirk Darmstadt, Landkreis Schlüchtern
- ab 1969: Bundesrepublik Deutschland, Hessen, Regierungsbezirk Darmstadt, Landkreis Schlüchtern. Stadt Steinau
- ab 1974: Bundesrepublik Deutschland, Hessen, Regierungsbezirk Darmstadt, Main-Kinzig-Kreis, Stadt Steinau
- ab 1978: Bundesrepublik Deutschland, Hessen, Regierungsbezirk Darmstadt,  Main-Kinzig-Kreis, Stadt nach „Steinau an der Straße“ umbenannt

## Bevölkerung

### Einwohnerstruktur 2011
Nach den Erhebungen des Zensus 2011 lebten am Stichtag dem 9. Mai 2011 in Seidenroth 351 Einwohner. Darunter waren 9 (2,6 %) Ausländer.
Nach dem Lebensalter waren 48 Einwohner unter 18 Jahren, 156 waren zwischen 18 und 49, 78 zwischen 50 und 64 und 69 Einwohner waren älter.
Die Einwohner lebten in 132 Haushalten. Davon waren 30 Singlehaushalte, 33 Paare ohne Kinder und 51 Paare mit Kindern, sowie 15 Alleinerziehende und 6 Wohngemeinschaften. In 27 Haushalten lebten ausschließlich Senioren und in 81 Haushaltungen leben keine Senioren.

### Einwohnerentwicklung
| Quelle: Historisches Ortslexikon |                              |
| • 1548:                          | 17 Haushaltungen             |
| • 1633:                          | 23 Haushaltungen             |
| • 1753:                          | 39 Familien mit 181 Personen |
| • 1812:                          | 30 Feuerstellen, 275 Seelen  |

| Seidenroth: Einwohnerzahlen von 1812 bis 2022 | Seidenroth: Einwohnerzahlen von 1812 bis 2022 | Seidenroth: Einwohnerzahlen von 1812 bis 2022 | Seidenroth: Einwohnerzahlen von 1812 bis 2022 | Seidenroth: Einwohnerzahlen von 1812 bis 2022 |
| --- | --------------------------------------------- | --------------------------------------------- | --------------------------------------------- | --------------------------------------------- |
| Jahr |                                               |                                               |                                               | Einwohner                                     |
| 1812 | 1812                                          |                                               | 275                                           | 275                                           |
| 1834 | 1834                                          |                                               | 315                                           | 315                                           |
| 1840 | 1840                                          |                                               | 309                                           | 309                                           |
| 1846 | 1846                                          |                                               | 308                                           | 308                                           |
| 1852 | 1852                                          |                                               | 314                                           | 314                                           |
| 1858 | 1858                                          |                                               | 336                                           | 336                                           |
| 1864 | 1864                                          |                                               | 318                                           | 318                                           |
| 1871 | 1871                                          |                                               | 314                                           | 314                                           |
| 1875 | 1875                                          |                                               | 307                                           | 307                                           |
| 1885 | 1885                                          |                                               | 294                                           | 294                                           |
| 1895 | 1895                                          |                                               | 271                                           | 271                                           |
| 1905 | 1905                                          |                                               | 277                                           | 277                                           |
| 1910 | 1910                                          |                                               | 283                                           | 283                                           |
| 1925 | 1925                                          |                                               | 296                                           | 296                                           |
| 1939 | 1939                                          |                                               | 301                                           | 301                                           |
| 1946 | 1946                                          |                                               | 476                                           | 476                                           |
| 1950 | 1950                                          |                                               | 471                                           | 471                                           |
| 1956 | 1956                                          |                                               | 366                                           | 366                                           |
| 1961 | 1961                                          |                                               | 357                                           | 357                                           |
| 1967 | 1967                                          |                                               | 327                                           | 327                                           |
| 1970 | 1970                                          |                                               | 322                                           | 322                                           |
| 1980 | 1980                                          |                                               | ?                                             | ?                                             |
| 1990 | 1990                                          |                                               | ?                                             | ?                                             |
| 2000 | 2000                                          |                                               | ?                                             | ?                                             |
| 2008 | 2008                                          |                                               | 368                                           | 368                                           |
| 2011 | 2011                                          |                                               | 351                                           | 351                                           |
| 2015 | 2015                                          |                                               | 368                                           | 368                                           |
| 2022 | 2022                                          |                                               | 345                                           | 345                                           |
| Datenquelle: Historisches Gemeindeverzeichnis für Hessen: Die Bevölkerung der Gemeinden 1834 bis 1967. Wiesbaden: Hessisches Statistisches Landesamt, 1968. Weitere Quellen: LAGIS; Stadt Steinau; Zensus 2011 |                                               |                                               |                                               |                                               |

### Historische Religionszugehörigkeit
| • 1885: | 292 evangelische (= 99,32 %), zwei katholischer (= 0,68 %) Einwohner |
| • 1961: | 310 evangelische (= 86,83 %), 32 katholische (= 8,96 %) Einwohner    |

## Politik
Für Seidenroth besteht ein Ortsbezirk (Gebiete der ehemaligen Gemeinde Seidenroth) mit Ortsbeirat und Ortsvorsteher nach der Hessischen Gemeindeordnung.
Der Ortsbeirat besteht aus fünf Mitgliedern. Bei den Kommunalwahlen in Hessen 2021 betrug die Wahlbeteiligung zum Ortsbeirat 51,59 %. Alle Kandidaten gehören der „Gemeinsamen Liste Seidenroth“ an. Der Ortsbeirat wählte Peter Spielmann zum Ortsvorsteher.

## Infrastruktur und Wirtschaft

### Verkehrsanbindung

#### Straße
Die Landesstraße L 3179, ein Teil der Spessart-Höhenstraße, durchquert den Ort und verbindet ihn mit Alsberg im Spessart im Süden und mit dem Hauptort Steinau im Norden.

#### Bahn
Der nächste Bahnhof befindet sich in Steinau an der Bahnstrecke Fulda–Frankfurt. Der nächste behindertengerechte Bahnhof liegt in Wächtersbach. Anschluss an Intercity (IC), Intercity-Express (ICE) gibt es in Fulda, Hanau und Frankfurt am Main.

#### Nahverkehr
Ganzjährig verkehrt in Seidenroth die Buslinie MKK-99 des KVG. Sie schafft öffentliche Verkehrsanschlüsse zu allen Ortsteilen der Gemeinde Steinau an der Straße, aber auch zur Nachbargemeinde Bad Soden-Salmünster. Es gilt der Tarif des Rhein-Main-Verkehrsverbundes.

### Bildung

#### Kindertagesstätten
Auch für die Kinder von Seidenroth stehen in Steinau die folgenden Einrichtungen zur Verfügung:
- Evangelische Kindertagesstätte Steinaubach, mit 90 Plätzen,
- Evangelische Kindertagesstätte Märchenwald, mit 84 Plätzen,
- Evangelischer Kindergarten Noahs Arche, für Kinder bis zu 6 Jahren, mit 85 Plätzen.

#### Schulen
Seidenroth ist an die Brüder-Grimm-Schule als Grund-, Haupt- und Realschule in Steinau angeschlossen. Als weiterführende Schule steht das Ulrich-von-Hutten-Gymnasium in Schlüchtern zur Verfügung. Weitere Gymnasien in der Region sind die Friedrich-August-Genth-Schule, eine Kooperative Gesamtschule in Wächtersbach, das Grimmelshausen-Gymnasium in Gelnhausen und die Henry-Harnischfeger-Schule, eine integrierte Gesamtschule in Bad Soden-Salmünster.

### Freiwillige Feuerwehr
Die Freiwillige Feuerwehr Seidenroth wurde 1935 gegründet. 1976 erfolgte die Gründung der Jugendfeuerwehr.
Heute verfügt die Einsatzabteilung der Freiwilligen Feuerwehr Seidenroth über 22 Personen, die Jugendfeuerwehr über 11 Personen.
Die Einsatzschwerpunkte der Freiwilligen Feuerwehr Seidenroth sind:
- Landwirtschaftliche Betriebe,
- Waldgebiete.

### Wirtschaft
Seidenroth hat eine frühe Industriegeschichte: Im Mittelalter und der frühen Neuzeit wurde nahe Seidenroth Eisenerz abgebaut und auch vor Ort verhüttet. Darauf verweist der Name des nahen Eisenberges und Funde von Pingen und Rennöfen mit Schlackeresten. Der Waldreichtum der Gegend lieferte auch die zur Verhüttung notwendige Holzkohle. Der Ortsname der Nachbargemeinde Alsberg wird auf Meilersberg, also auf Kohlenmeiler zurückgeführt. Von daher wurde wohl ein großer Teil der für die Verhüttung notwendigen Holzkohle geliefert.
Heute ist Seidenroth rein landwirtschaftlich geprägt.

## Kultur und Sehenswürdigkeiten
Die 9 m hohe Seidenröther Warte ist ein 2006 wiederaufgebauter früherer Wartturm, der heute als Aussichtsturm genutzt wird.

## Vereine
- Männergesangsverein „Sängerlust“ gegründet 1911
- Brieftaubenverein „Gut Flug“
- Landfrauen Seidenroth
- Grimm-Misch-Chor (seit 2008 Verein der Stadt Steinau an der Straße)
- Freiwillige Feuerwehr Seidenroth mit Jugendfeuerwehr

## Persönlichkeiten
- Heinz Jahn (1818–1873), Bürgermeister von Seidenroth und Mitglied der Zweiten Kammer der Landstände des Großherzogtums Hessen